# Maritxu Sangroniz
Maritxu Sangroniz Irizar (Santiago, 9 de noviembre de 1973) es una periodista y conductora de noticias chilena.

## Estudios
Estudió en el Colegio de la Alianza Francesa de Santiago, después ingresó a la carrera de Periodismo en la Universidad Gabriela Mistral y un diplomado en Redes Sociales online y Comunicaciones en la Pontificia Universidad Católica de Chile. 

## Trayectoria profesional
Su práctica profesional la realizó en el Departamento de Prensa de Canal 13. Después, trabajó en el canal Rock & Pop, donde fue parte de la producción del programa Mira quién habla. Más tarde, reemplazó a Consuelo Saavedra como conductora de El pulso. En junio de 1997 se integra a la estación televisiva Mega para conducir el programa político Seamos concretos, junto a Gregorio Amunátegui. 
Sus siguientes proyectos incluyeron los programas Cara y sello (1999-2000) y 48 horas (2003). Además, condujo el noticiero central durante más de 10 años, pasando luego al informativo de mediodía del departamento de prensa. También, tuvo a su cargo el noticiario central dominical y el programa de corte cultural Vuelta a la manzana. En marzo de 2017 renunció a la estación televisiva Mega —donde se desempeñó durante 20 años— para cursar un Diplomado en Redes Sociales online y Comunicaciones en la Pontificia Universidad Católica de Chile.
También, ha incursionado en radio, primero en la emisora Radio El Conquistador y posteriormente como conductora de los programas Gente Oasis e Intensamente en Radio Oasis, actualmente pertenece a Pauta FM.